# OMXS30
OMXS30 er et aktieindeks for 30 store svenske selskaber, som er børsnoterede på Stockholmsbörsen i Stockholm.

## Sammensætning
Indekset består pr. sommer 2010 af:
| Selskab               | Klassificering Sektor       | Aktiesymbol | Indeksvægt i procent |
| --------------------- | --------------------------- | ----------- | -------------------- |
| ABB                   | Industri                    | ABB         | 2.97                 |
| Alfa Laval            | Industri                    | ALFA        | 1.56                 |
| Assa Abloy            | Byggematerialer             | ASSA B      | 1.87                 |
| AstraZeneca           | Medicinal                   | AZN         | 4.54                 |
| Atlas Copco (class A) | Industri                    | ATCO A      | 3.26                 |
| Atlas Copco (class B) | Industri                    | ATCO B      | 1.37                 |
| Boliden               | Metaller og mineindustri    | BOL         | 0.80                 |
| Electrolux            | Husholdningsvarer           | ELUX B      | 1.62                 |
| Ericsson              | Kommunikationsudstyr        | ERIC B      | 11.45                |
| Getinge               | Medicinal                   | GETI B      | 1.14                 |
| Hennes & Mauritz      | Forbrugsvarer               | HM B        | 14.13                |
| Investor              | Konglomerat                 | INVE B      | 2.72                 |
| Lundin Petroleum      | Olie og gas                 | LUPE        | 0.95                 |
| Modern Times Group    | Medier                      | MTG B       | 0.56                 |
| Nokia                 | Kommunikationsudstyr        | NOKI SEK    | 0.26                 |
| Nordea                | Finans                      | NDA SEK     | 12.39                |
| Sandvik               | Industri                    | SAND        | 3.41                 |
| Svenska Cellulosa     | Papirprodukter              | SCA B       | 2.44                 |
| Scania                | Landbrugs- og byggemaskiner | SCV B       | 1.54                 |
| SEB                   | Finans                      | SEB A       | 3.70                 |
| Securitas             | Diversificerede services    | SECU B      | 1.14                 |
| Skanska               | Byggeri og rådgivning       | SKA B       | 1.73                 |
| SKF                   | Industri                    | SKF B       | 1.95                 |
| SSAB                  | Stål                        | SSAB A      | 1.09                 |
| Handelsbanken         | Finans                      | SHB A       | 4.48                 |
| Swedbank              | Finans                      | SWED A      | 1.16                 |
| Swedish Match         | Tobak                       | SWMA        | 1.58                 |
| Tele2                 | Telekommunikation           | TEL2 B      | 1.57                 |
| TeliaSonera           | Telekommunikation           | TLSN        | 9.14                 |
| Volvo Group           | Biler og landbrugsudstyr    | VOLV B      | 3.47                 |